# 2009 у Миколаєві
| Роки в Миколаєві ← • 2001 • 2002 • 2003 • 2004 • 2005 • 2006 • 2007 • 2008 • 2009 • 2010 • 2011 • 2012 • 2013 • 2014 • 2015 • 2016 • 2017 • 2018 • 2019 • 2020 • 2021 • 2022 • 2023 • 2024 → |

2009 у Миколаєві — список важливих подій, що відбулись у 2009 році в Миколаєві. Також подано перелік відомих осіб, пов'язаних з містом, що померли цього року. З часом буде додано відомих миколаївців, що народилися у 2009 році.

## Населення
Чисельність наявного населення Миколаєва на 1 січня 2009 року склала 504,3 тис. осіб, що на 2,1 тис. осіб менше ніж 2008 (506,4).

## Події

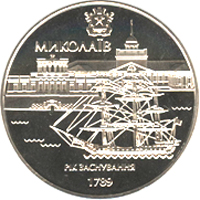
Монета 220 років м. Миколаєву

- 3 вересня рішенням міської ради № 36/27 було затверджено реєстр топонімів міста Миколаєва (див. Урбаноніми Миколаєва та Вулиці Миколаєва)[3].
- 7 вересня Національним банком України випущена ювілейна монета номіналом 5 гривень «220 років м. Миколаєву»[4].
- 14-21 вересня в Миколаєві VII Чемпіонат Європи з боксу серед жінок, в якому 113 бійців з 24 країн Європи змагалися в 11 вагових категоріях[5].
- Миколаївський технікум залізничного транспорту імені академіка В. М. Образцова був визнаний найкращим навчальним закладом Міністерства транспорту та зв'язку України і став переможцем у Всеукраїнського рейтингу — конкурсу «Краще підприємство України» в номінації «Освіта»[6].
- Вирішено продати занепалу швейну фабрику «Евіс» — успішне підприємство в перші роки Незалежості України, що було головним спонсором Центрального стадіону Миколаєва та його найкращого футбольного клубу, що в ті роки носили ім'я свого спонсора[7].

### Засновані

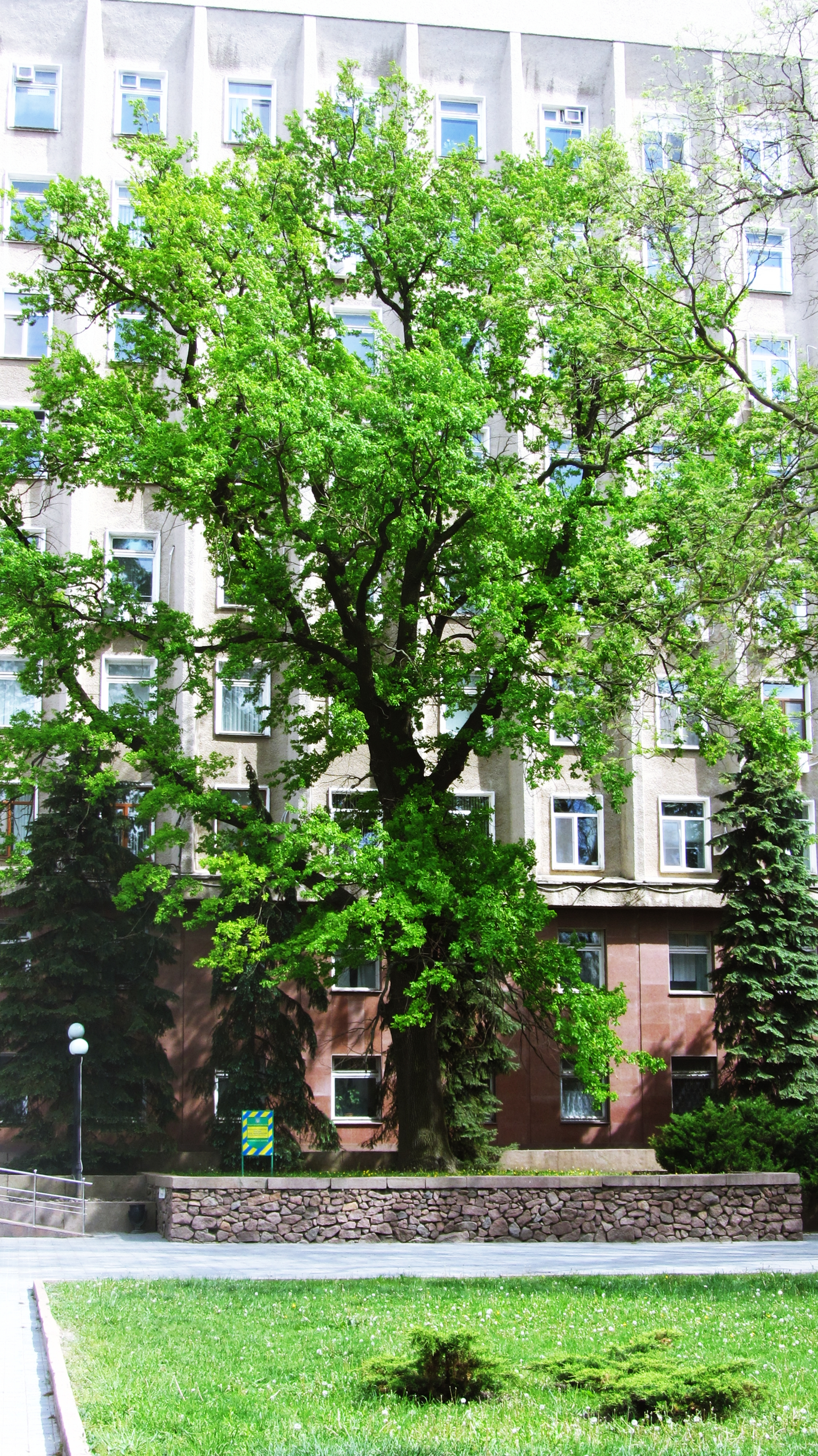
Дуб черешчатий по вулиці Адміральська, 22

- Судноплавна компанія СП «Нібулон», що входить до структури холдингу «Нібулон» та спеціалізується в основному на перевезенні сільськогосподарських вантажів та пасажирів по річках Дніпро та Південний Буг.
- Інформаційно-аналітичне інтернет-видання Миколаєва «НикВести».
- Ботанічна пам'ятка природи місцевого значення «Дуб черешчатий по вул. Адміральська, 22».

## Пам'ятки
- 30 жовтня на міському стадіоні «Юність» відбулося відкриття меморіальної дошки Володимиру Салутіну, директору цього стадіону з 1992 до 2008 року[8].
- На стіні будинку, що стоїть на розі вулиць Соборної та Нікольської, напередодні Дня театру було відкрито меморіальну дошку народному артисту України Дмитру Васильовичу Борщову[8].

## Особи

### Очільники
- Міський голова — Володимир Чайка.

### Почесні громадяни
- Бондін Юрій Миколайович — депутат Миколаївської міської ради IV скликання, директор Державного підприємства "Науково-виробничий комплекс газотурбобудування «Зоря — Машпроект» (2002—2007 рр.)
- Покосенко Олександр Данилович — пенсіонер, художник, ветеран німецько-радянської війни.

### Городянин рокуі «Людина року»
- Вадатурский Андрій Олексійович — номінація «Благодійність».
- Вадатурський Олексій Опанасович — номінація «Інвестиційно-інноваційний проєкт року».
- Дробот Віктор Володимирович — номінація «Соціальний проєкт року».
- Ішхнелі Анзор Шотович — номінація «Підприємництво».
- Кантор Сергій Анатолійович — номінація «Благодійність».
- Колечко Ніна Костянтинівна — номінація «Середня школа».
- Колесникова Тетяна Миколаївна — номінація «Фізкультура і спорт».
- Костєв Сергій Федорович — номінація «Фінанси і банківська діяльність».
- Крапива Віталій Петрович — номінація «Промисловість».
- Купцова Тетяна Михайлівна — номінація «Мистецтво».
- Масюта Євген Іванович — номінація «Середня школа».
- Пінігін Геннадій Іванович — номінація «Наука і вища школа».
- Почтаренко Володимир Георгійович — номінація «Культура».
- Романчук Микола Павлович — номінація «Інвестиційно-інноваційний проєкт року».
- Спірюхова Світлана Анатоліївна — номінація «Фізкультура і спорт».
- Терзійський Михайло Васильович — номінація «Охорона здоров'я».
- Ткаченко Володимир Опанасович — номінація «Будівництво».
- Христова Наталя Михайлівна — номінація «Засоби масової інформації».
- Людина року — Митрополит Миколаївський і Вознесенський Питирим.

### Померли
- Лазорко Дмитро Олексійович (4 серпня 1966, Запоріжжя — 23 лютого 2009, Миколаїв) — український режисер, педагог.
- Фоміних Світлана Григорівна (11 березня 1940 року, м. Калінін (нині м. Твер) — 14 жовтня 2009 року, Миколаїв) — українська хорова диригентка, заслужена працівниця культури УРСР (1987), повна кавалерка ордена «За заслуги».
- Завгородній Анатолій Петрович (28 грудня 1929, Знаменна, Алтайський край — 27 серпня 2009, Миколаїв) — український художник-живописець і графік.
- Бакаєв Олександр Олександрович (11 квітня 1927, Миколаїв — 28 листопада 2009, Київ) — український учений-економіст, академік АН УРСР.
- Бурдик Василь Миколайович (25 вересня 1945, Стави, Кагарлицький район, Київська область — 2 лютого 2009, Миколаїв) — український театральний актор, народний артист України.
- Федорук Василь Васильович (16 серпня 1950, Кобаки — 23 серпня 2009, Палос-Гейтс) — український скульптор, працював у Миколаєві.
- Володимирова Нінель Василівна (24 квітня 1928, Миколаїв — 2009, Ташкент, Узбекистан) — літературознавиця та перекладачка.